# Orazio Albani, II principe di Soriano nel Cimino
Orazio Albani, II principe di Soriano nel Cimino (Roma, 21 settembre 1717 – Roma, 29 luglio 1792), è stato un nobile italiano.

## Biografia
Nato a Roma il 21 settembre 1717, Orazio Albani era figlio di Carlo Albani, I principe di Soriano nel Cimino e di sua moglie, Teresa Borromeo Arese. Suo prozio era papa Clemente XI. Suo nonno materno era Carlo Borromeo Arese, viceré di Napoli.
Nel 1724, quando Orazio aveva solo 7 anni, suo padre Carlo morì improvvisamente ed i beni della sua famiglia passarono a lui sotto la tutela di sua madre e dei suoi due zii cardinali, Annibale e Alessandro, sino al raggiungimento della sua maggiore età. Divenuto adulto emancipato, con le ricchezze accumulate dalla sua famiglia giustificò un patrimonio tale da aspirare a sposare, come poi avvenne, la figlia del duca sovrano di Massa, entrando così in relazione anche con gli stati toscani, elemento che lo pose da subito come un personaggio chiave nella diplomazia pontificia.
A partire dal 1758 assunse come proprio bibliotecario personale e curatore della ricca raccolta artistica della famiglia lo studioso Johann Joachim Winckelmann che abitò stabilmente nel suo palazzo presso piazza delle Quattro Fontane. Nel 1785, in suo onore, G. Marino pubblicò la sua opera Iscrizioni antiche delle ville e de' palazzi Albani, mentre nel 1807 vennero pubblicati i disegni degli antichi bassorilievi che vi si conservavano.
Nel proprio palazzo di Soriano nel Cimino ospitò per qualche tempo Giacomo Francesco Edoardo Stuart, pretendente in esilio alla corona d'Inghilterra.
Morì a Roma nel 1792.

## Matrimonio e figli
Orazio sposò a Roma nel 1748 la principessa Maria Anna Cybo-Malaspina, figlia di Alderano I Cybo-Malaspina e di sua moglie, Ricciarda Gonzaga. Da questo matrimonio nacquero i seguenti eredi:
- Carlo Francesco (1749-1817), III principe di Soriano nel Cimino
- Giuseppe (1750-1834), cardinale
- Clemente (28 ottobre 1751[1]-1757)
- Maria Teresa (22 maggio 1753[2]-di parto 16 maggio 1776[3]), sposò nel 1775 Ferdinando Guidi di Bagno (1747-1821), marchese di Montebello
- Clemente (1757-1759)
- Elena (3 maggio 1759[2]-29 aprile 1784), sposò nel 1779 Filippo Caetani dei duchi di Sermoneta (1758-1807)
- Camilla (n. e m. 1761)
- Filippo Giacomo (1766-1852), IV principe di Soriano nel Cimino

## Albero genealogico
|                                                |                    |                                             | Genitori                                  |  |  | Nonni |  |  | Bisnonni     |  |  | Trisnonni     |  |
|                                                |                    |                                             |                                           |  |  |       |  |  | Carlo Albani |  |  | Orazio Albani |  |
|                                                |                    |                                             |                                           |  |  |       |  |  | Carlo Albani |  |  | Orazio Albani |  |
|                                                |                    | Olimpia Staccoli                            |                                           |  |  |       |  |  | Carlo Albani |  |  |               |  |
| Orazio Albani                                  |                    |                                             |                                           |  |  |       |  |  | Carlo Albani |  |  |               |  |
|                                                |                    | Elena Mosca                                 | Giovanni Francesco Mosca                  |  |  |       |  |  |              |  |  |               |  |
|                                                |                    | Elena Mosca                                 | Giovanni Francesco Mosca                  |  |  |       |  |  |              |  |  |               |  |
|                                                |                    | Elena Mosca                                 | Lucia Nembrini                            |  |  |       |  |  |              |  |  |               |  |
| Carlo Albani, I principe di Soriano nel Cimino |                    | Elena Mosca                                 |                                           |  |  |       |  |  |              |  |  |               |  |
|                                                |                    | Ottavio Ondedei                             | ?                                         |  |  |       |  |  |              |  |  |               |  |
|                                                |                    | Ottavio Ondedei                             | ?                                         |  |  |       |  |  |              |  |  |               |  |
|                                                |                    | Ottavio Ondedei                             | ?                                         |  |  |       |  |  |              |  |  |               |  |
| Bernardina Ondedei                             |                    | Ottavio Ondedei                             |                                           |  |  |       |  |  |              |  |  |               |  |
|                                                |                    | ?                                           | ?                                         |  |  |       |  |  |              |  |  |               |  |
|                                                |                    | ?                                           | ?                                         |  |  |       |  |  |              |  |  |               |  |
|                                                |                    | ?                                           | ?                                         |  |  |       |  |  |              |  |  |               |  |
| Orazio Albani                                  |                    | ?                                           |                                           |  |  |       |  |  |              |  |  |               |  |
|                                                | Renato II Borromeo | Carlo III Borromeo                          |                                           |  |  |       |  |  |              |  |  |               |  |
|                                                | Renato II Borromeo | Carlo III Borromeo                          |                                           |  |  |       |  |  |              |  |  |               |  |
|                                                | Renato II Borromeo | Isabella d'Adda                             |                                           |  |  |       |  |  |              |  |  |               |  |
| Carlo Borromeo Arese, V marchese di Angera     | Renato II Borromeo |                                             |                                           |  |  |       |  |  |              |  |  |               |  |
|                                                |                    | Giulia Arese                                | Bartolomeo III Arese                      |  |  |       |  |  |              |  |  |               |  |
|                                                |                    | Giulia Arese                                | Bartolomeo III Arese                      |  |  |       |  |  |              |  |  |               |  |
|                                                |                    | Giulia Arese                                | Lucrezia Homodei                          |  |  |       |  |  |              |  |  |               |  |
| Teresa Virginia Borromeo Arese                 |                    | Giulia Arese                                |                                           |  |  |       |  |  |              |  |  |               |  |
|                                                |                    | Maffeo Barberini, II principe di Palestrina | Taddeo Barberini                          |  |  |       |  |  |              |  |  |               |  |
|                                                |                    | Maffeo Barberini, II principe di Palestrina | Taddeo Barberini                          |  |  |       |  |  |              |  |  |               |  |
|                                                |                    | Maffeo Barberini, II principe di Palestrina | Anna Colonna                              |  |  |       |  |  |              |  |  |               |  |
| Camilla Barberini                              |                    | Maffeo Barberini, II principe di Palestrina |                                           |  |  |       |  |  |              |  |  |               |  |
|                                                |                    | Olimpia Giustiniani                         | Andrea Giustiniani, I principe di Bassano |  |  |       |  |  |              |  |  |               |  |
|                                                |                    | Olimpia Giustiniani                         | Andrea Giustiniani, I principe di Bassano |  |  |       |  |  |              |  |  |               |  |
|                                                |                    | Olimpia Giustiniani                         | Anna Maria Flaminia Pamphilj              |  |  |       |  |  |              |  |  |               |  |
|                                                |                    | Olimpia Giustiniani                         |                                           |  |  |       |  |  |              |  |  |               |  |